# Сан Донато (Терамо)
Сан Донато (итал. San Donato) је насеље у Италији у округу Терамо, региону Абруцо.
Према процени из 2011. у насељу је живело 36 становника. Насеље се налази на надморској висини од 598 м.